# Adeodato Bonasi
Adeodato Bonasi (San Felice sul Panaro, 25 marzo 1838 – Roma, 24 luglio 1920) è stato un politico e giurista italiano.

## Biografia
Figlio di Benedetto e di Carolina Giorgini, fu professore di Diritto amministrativo all'Università di Modena e Reggio Emilia dal 1866 al 1883, trasferendosi poi all'Università di Pisa.
Nominato Consigliere di Stato nel 1886, divenne successivamente presidente del Consiglio di Stato.
Deputato al Parlamento per il collegio di Modena dalla XVI alla XVII legislatura, e dunque dal 1886 al 1895, sarà direttore generale dell'amministrazione civile, e dal 1896 senatore del Regno.
Fu nominato Regio Commissario Straordinario al Comune di Milano dal 7 settembre 1894 al 10 febbraio 1895 dopo le dimissioni del sindaco Giuseppe Vigoni.
Fu ministro di Grazia e Giustizia nel II Governo Pelloux dal 1º giugno 1898 al 24 giugno 1900. Fu proprio tra quei ministri che si dimise provocando la caduta del Governo perché contrario ad accordarsi con l'opposizione.
Fu Presidente del Senato dal 1918 al 1919.

## Pubblicazioni
- Della responsabilità penale e civile dei ministri e degli altri ufficiali pubblici secondo le leggi del regno e la giurisprudenza, Bologna, Zanichelli, 1874.
- Magistratura in Italia, Bologna, Zanichelli, 1884
- Della necessità di coordinare le istituzioni amministrative alle politiche: Prelezione al Corso di diritto amministrativo letta nella r. Università di Pisa (28 novembre 1884), Bologna, Zanichelli, 1886
- La responsabilità dello Stato per gli atti dei suoi funzionari, Roma, Loescher, 1886